# Haltérophilie aux Jeux olympiques de 1896
 (décembre 2023).
Si vous disposez d'ouvrages ou d'articles de référence ou si vous connaissez des sites web de qualité traitant du thème abordé ici, merci de compléter l'article en donnant les références utiles à sa vérifiabilité et en les liant à la section « Notes et références ».
Navigation
Saint-Louis 1904
L'haltérophilie a été une des disciplines concourues aux Jeux olympiques de 1896 à Athènes.
La première épreuve d'haltérophilie est le poids lourd - à deux bras, dans un style à ce jour connu comme l'épaulé-jeté. Viggo Jensen du Danemark et Launceston Elliot du Royaume-Uni de Grande-Bretagne et d'Irlande terminent la compétition à égalité avec 110 kilogrammes. Aucun poids supplémentaire n'est disponible sur le plateau. Les juges décident pour départager les deux concurrents que Jensen a réalisé la performance avec plus d'aisance qu'Elliot. La délégation britannique proteste, et des essais supplémentaires sont accordés pour les départager. Rien ne change, Jensen est premier, mais il a endommagé son épaule lors des nouvelles tentatives auxquelles le public n'assiste pas : convaincu comme les juges que Jensen mérite sa victoire, il quitte le site avant les palabres britanniques au cours desquels Elliot alla contester la technique de Jensen. Sans résultat sur les juges.
La blessure gêne Jensen pour le poids lourd - à un bras. Il est seulement capable de soulever 57,2 kilogrammes contre 71,0 kilogrammes pour Launceston Elliot, il termine deuxième de l'épreuve.

## Pays représentés
7 haltérophiles de 5 nationalités ont concouru aux Jeux olympiques de 1896
- Danemark (1)
- Grande-Bretagne (2)
- Grèce (2)
- Hongrie (1)
- Allemagne (1)

## Résultats
Les médailles d'or, d'argent et de bronze ont été attribuées rétroactivement par le Comité international olympique. En 1896, seuls les deux premiers de chaque épreuve recevaient une récompense.

### Poids lourd - à deux bras
| Médaille | Nom                  | Pays               | Performance |
| -------- | -------------------- | ------------------ | ----------- |
| Or       | Viggo Jensen         | Danemark           | 111,5 kg    |
| Argent   | Launceston Elliot    | Royaume-Uni        | 111,5 kg    |
| Bronze   | Sotírios Versís      | Grèce              | 90 kg       |
| 4e       | Yeóryios Papasidéris | Grèce              | 90 kg       |
| 4e       | Carl Schuhmann       | Allemagne          | 90 kg       |
| 6e       | Momcsilló Tapavicza  | Royaume de Hongrie | 80 kg       |

### Poids lourd - à un bras
| Médaille | Nom                     | Pays        | Performance |
| -------- | ----------------------- | ----------- | ----------- |
| Or       | Launceston Elliot       | Royaume-Uni | 71 kg       |
| Argent   | Viggo Jensen            | Danemark    | 57 kg       |
| Bronze   | Aléxandros Nikolópoulos | Grèce       | 57 kg       |
| 4e       | Sotírios Versís         | Grèce       | 40 kg       |

### Tableau des médailles pour l'haltérophilie
| Rang  | Pays        | Médaille d'or, Jeux olympiques | Médaille d'argent, Jeux olympiques | Médaille de bronze, Jeux olympiques | Total |
| 1     | Danemark    | 1                              | 1                                  | 0                                   | 2     |
| -     | Royaume-Uni | 1                              | 1                                  | 0                                   | 2     |
| 3     | Grèce       | 0                              | 0                                  | 2                                   | 2     |
| Total | Total       | 2                              | 2                                  | 2                                   | 6     |